# Nine Inch Nails
Nine Inch Nails, thường được viết tắt là NIN (cách điệu là NIИ), là một ban nhạc rock công nghiệp Mỹ được thành lập vào năm 1988 tại Cleveland, Ohio. Ca sĩ, nhạc sĩ, nhạc sĩ đa nhạc cụ, và nhà sản xuất Trent Reznor là thành viên thường trực duy nhất của ban nhạc cho đến khi có thêm nhạc sĩ người Anh Atticus Ross vào năm 2016.
Reznor đã thu âm album đầu tay của ban nhạc, Pretty Hate Machine (1989), trong khi làm việc qua đêm với tư cách là người gác cổng tại phòng thu âm ở Cleveland. Sau khi mâu thuẫn với nhãn TVT Records về việc quảng bá, Reznor đã ký với Interscope Records và phát hành EP Broken (1992). Các album sau, The Downward Spiral (1994) và The Fragile (1999), đã được phát hành  và được công chúng hoan nghênh và thành công về mặt thương mại.
Sau một thời gian gián đoạn, Nine Inch Nails đã tiếp tục chuyến lưu diễn vào năm 2005 và phát hành album thứ tư, With Teeth (2005). Sau khi phát hành Year Zero (2007), Reznor rời Interscope sau một mối thù. Nine Inch Nails tiếp tục lưu diễn và phát hành độc lập Ghosts I -IV (2008) và The Slip (2008) trước khi gián đoạn lần thứ hai. Album thứ tám của họ, Hesitation Marks (2013), được theo sau bởi bộ ba bao gồm các EP Not the Actual Events (2016) và Add Violence (2017) và album thứ chín Bad Witch (2018).
Reznor thường tập hợp một ban nhạc sống để biểu diễn cùng anh. Ban nhạc đã thay đổi qua nhiều thập kỷ và tính đến năm 2019 bao gồm Robin Finck, Alessandro Cortini và Ilan Rubin. Các buổi hòa nhạc của Nine Inch Nails từ năm 2005 thường sử dụng các yếu tố thị giác theo chủ đề, sử dụng rộng rãi các hiệu ứng đặc biệt và các màn trình diễn ánh sáng phức tạp; các bài hát thường được sắp xếp lại để trình diễn và các yếu tố của các bài hát không được lên kế hoạch để trình diễn toàn bộ đôi khi hòa lẫn các bài hát khác.
Nine Inch Nails đã bán được hơn 20 triệu bản và được đề cử 13 giải Grammy, giành giải cho các bài hát "Wish" (1992) và " Happiness in Slavery " (1996). Năm 1997, Time đã gọi Reznor là một trong những người có ảnh hưởng nhất và Spin đã mô tả anh là "nghệ sĩ quan trọng nhất trong âm nhạc". Năm 2004, Rolling Stone đã xếp Nine Inch Nails ở vị trí 94 trong danh sách 100 nghệ sĩ vĩ đại nhất mọi thời đại. Họ đã được đề cử cảm ứng vào Đại sảnh Danh vọng Rock and Roll năm 2014 (năm đầu tiên đủ điều kiện), được đề cử một lần nữa vào năm 2015 và được lên kế hoạch giới thiệu vào tháng 5 năm 2020.